# Braunerhielmska Friluftsteatern

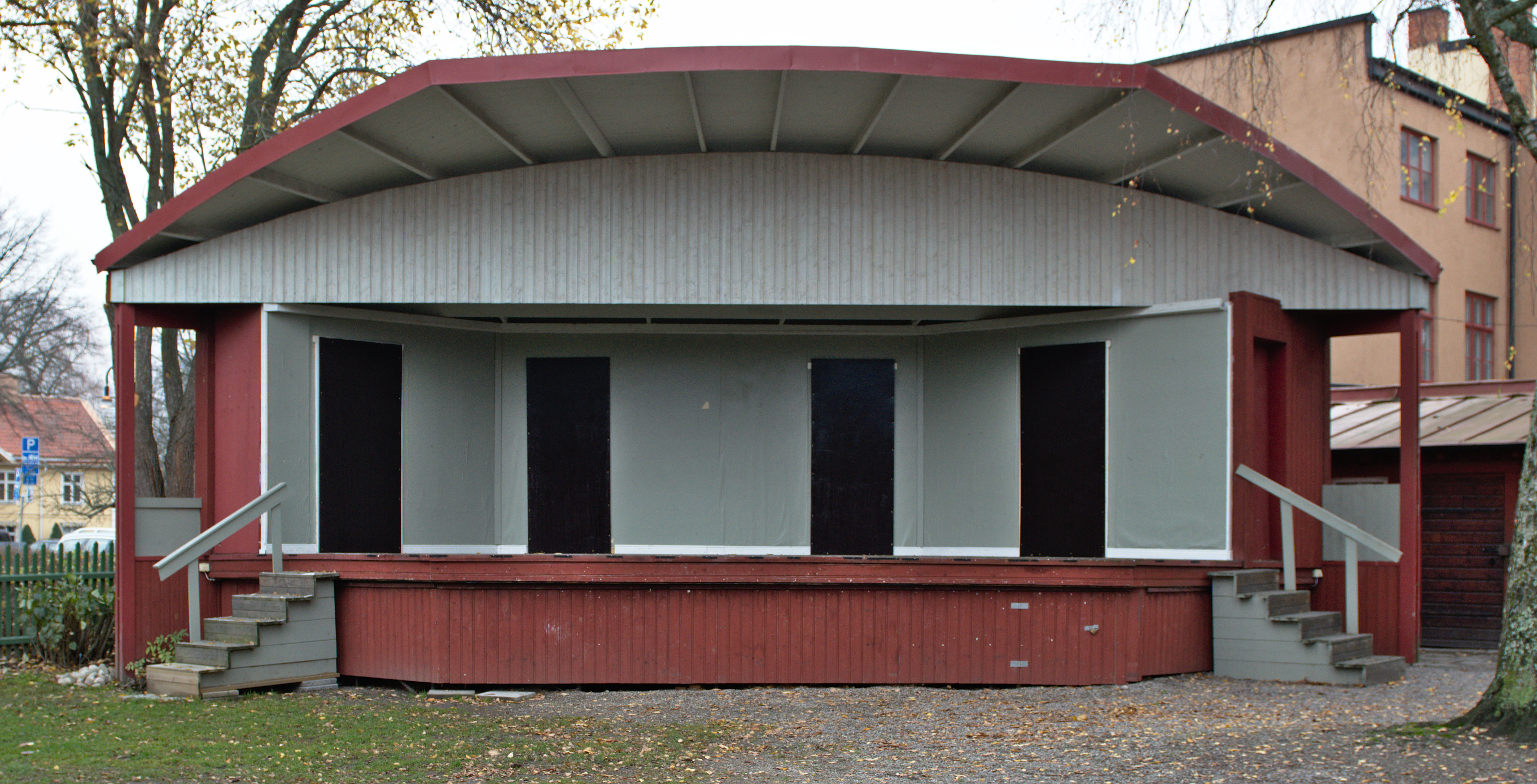
Friluftsteatern i Rademachersmedjorna.

Braunerhielmska Friluftsteatern återfinns  i Rademachersmedjorna i Eskilstuna och varje år sätts en fars upp på utomhusscenen.
Teatern startades av amanuens Karl Braunerhielm år 1969.